# Primat der Politik
Der oder das Primat der Politik (lateinisch primatus ‚Vorrang‘) ist in der Politikwissenschaft die Vorrangstellung der Politik vor anderen Gesellschaftsbereichen wie dem Militär oder der Wirtschaft.

## Verhältnis Politik und Militär
Vor dem Ersten Weltkrieg war die Ansicht verbreitet, die Politik habe lediglich über den Beginn des Krieges zu bestimmen und müsse sich während des Krieges dem Militär unterordnen. Diese Sichtweise hatte sich in Deutschland seit Bismarcks Sturz 1890 durchgesetzt, so dass die Politik in der Julikrise 1914 vom Generalstab bestimmt wurde. Auch in Russland hatten die Militärs weitgehenden Einfluss auf die Mobilmachungsentscheidung. Carl von Clausewitz (1780–1831) bezeichnete Krieg als „eine bloße Fortsetzung der Politik mit anderen Mitteln“. Aus diesem Satz wurde fälschlicherweise gefolgert, dass die Stellung der Streitkräfte im Staat dem Primat der zivilen Politik folgen müsse. Tatsächlich meint es aber, dass jedem Krieg ein (politischer) Zweck zugrunde liegt, der dem Krieg seine jeweilige Erscheinungsform gibt. Ob dieser politische Zweck von zivilen Politikern, Militärs oder Kriegsherren gesetzt wird, ist dabei unerheblich. Dafür Sorge zu tragen, dass eine zivile Kontrolle sichergestellt ist, ist Aufgabe einer Verfassung mittels Subordination des Militärs unter die zivile Exekutive, beider Legitimation durch das Parlament und seiner Integration in die Wertegemeinschaft.
Eine unzureichende zivile Kontrolle über die Streitkräfte eines Landes kann zu einem „Staat im Staate“ führen. In einer dem Grundsatz der zivilen Kontrolle entgegengesetzten Situation, in der militärische Berufsoffiziere, z. B. nach einem Putsch, die nationale Politik bestimmen, spricht man von einer Militärdiktatur.
Die Ausgestaltung der zivilen Kontrolle im Einzelnen kann sich länderspezifisch stark unterscheiden und hängt von der jeweiligen Regierungsform, der historischen Entwicklung und der militärischen Tradition der jeweiligen Gesellschaften ab. Ihre Umsetzung soll dabei Einsatzbereitschaft und Verteidigungsbereitschaft nicht beeinträchtigen.
In Deutschland spielen die geschichtlichen Erfahrungen im 20. Jahrhundert, insbesondere des ersten und Zweiten Weltkrieges sowie der nationalsozialistischen Diktatur eine bestimmende Rolle, die sich auf die verfassungsrechtliche Ausgestaltung der Rolle der Streitkräfte („Wehrverfassung“) im Grundgesetz und die Instrumente zur Sicherung einer zivilen und demokratischen Kontrolle ausgewirkt haben.
„Wir wollen Streitkräfte in der Demokratie, die sich dem Vorrang der Politik fügen. Sie sollen die Grundsätze der Rechtsstaatlichkeit achten, die staatsbürgerlichen Grundrechte und Grundpflichten ernst nehmen und die Würde des Menschen anerkennen. Sie sollen bereit sein zur Verteidigung gegen jeden, der den Frieden bricht. Nach diesen Grundsätzen wird die Bundesregierung die zukünftigen Streitkräfte als einen Teil der Exekutive aufbauen. Die Armee darf kein Staat im Staate sein. Die zivile Leitung muß den Vorrang der Politik sichern. Die parlamentarische Kontrolle soll stärker durchgeführt werden, als das früher in Deutschland der Fall war. Der Soldat soll von allen Aufgaben frei bleiben, die auch von zivilen Bediensteten durchgeführt werden können. Theodor Blank, 27. Juni 1955, Regierungserklärung vor dem Deutschen Bundestag.“

## Verhältnis Politik und Wirtschaft
Der Politikwissenschaftler Hermann Adam unterscheidet vier Typen:
- Primat der Ökonomie: Der Staat soll nicht in das Wirtschaftsgeschehen eingreifen (Wirtschaftsliberalismus).
- Primat der Politik (z. B. „kapitalistische Planwirtschaft“ im Nationalsozialismus).
- Gleichschaltung von Politik und Wirtschaft (sozialistische Planwirtschaft oder auch der unterstellte Staatsmonopolistische Kapitalismus).
- Die Interdependenz von Wirtschaft und Politik, der Normalfall in entwickelten Industriegesellschaften.

Eine ähnliche Einteilung nimmt der Politikwissenschaftler Josef Schmid vor. Dem Primat der Politik ordnet er planwirtschaftliche, wohlfahrtsstaatliche und keynesianische Konzeptionen zu. Dem stellt er Positionen gegenüber, die vom Primat der Ökonomie ausgehen. Dazu zählt er neoklassische (Staatseingriffe meist kontraproduktiv) sowie systemtheoretische Ansätze (mangelnde Steuerungsfähigkeit des Staates). Zwischen Primat der Ökonomie und Primat der Politik stehen die Interdependenz beider Bereiche betonende Ansätze.
Jürgen John kritisiert das nicht wenige Historiker, vom „Primat der Politik“ ausgehend, das Heft politischen Handelns in der Weimarer Republik allein bei Regierenden, dem von Agrariern beeinflussten Reichspräsidenten und seiner Kamarilla, Behörden und politischen Massenbewegungen sehen. Ohne eine „Primat der Wirtschaft“ behaupten zu wollen, zeigen die Akten und vorliegenden Quellenpublikationen, welchen Wert die Kanzler und Kabinette auf die Meinung von Industriellen legten, wie oft sie mit ihnen verhandelten und an ihren Verbandstagungen teilnahmen. Großindustrielle Führungsschichten legten in politischen Beratungen, Denkschriften, Briefen und Eingaben ihre Forderungen in nahezu ultimativer Form dar, und sprachen je nach dem den Regierenden ihr „Vertrauen“ aus oder drohten ihnen es zu entziehen.
Rainer Zitelmann legt dar, dass für Adolf Hitler der Primat der Politik von Anfang an eine Grundkonstante der nationalsozialistischen Weltanschauung darstellte. Der Historiker Michael Schneider kommt in einem Forschungsbericht zum Ergebnis, dass sich der in der Diskussion der 1960er Jahre herausgebildete Gegensatz „Primat der Politik“ oder „Primat der Wirtschaft“ im NS als unbrauchbar erwiesen habe, und neuere Ansätze das Wechselverhältnis von Politik und Wirtschaft aufzeigten. Nach Astrid Gehrig könne von einer „weitgehenden Übereinstimmung zwischen NS-Regime und Großindustrie“ in Zielen wie der Zerschlagung von Arbeitnehmerorganisationen oder der Ausbeutung besetzter Gebiete ausgegangen werden.
Der von Walter Eucken geprägte Begriff Interdependenz der Ordnungen besagt, dass die verschiedenen Teilordnungen der Gesellschaft (etwa Wirtschaft, Recht, Politik, Kultur) sich in wechselseitiger Abhängigkeit befinden und entwickeln. Der Einfluss der Politik auf die Wirtschaft muss laut Eucken einem strikten Primat der Ordnungspolitik vor der Prozesspolitik unterworfen werden, um zu verhindern, dass der Staat zum Spielball der Gruppeninteressen wird.
Stefan Wolle beschreibt, dass in der sozialistischen Ökonomie der DDR das uneingeschränkte Primat der Politik gegolten habe. Dadurch konnten aus rein ideologischen Motiven Entscheidungen wie Verstaatlichungen oder die Kollektivierung der Landwirtschaft getroffen werden.
In seinem Buch Logik der Globalisierung weist Carl Christian von Weizsäcker darauf hin, dass totalitäre Regime grundsätzlich alle Lebensbereiche der Politik unterzuordnen suchen. Forderungen in der Globalisierungsdiskussion nach einem „Primat der Politik“ bezögen sich allerdings nicht darauf, sondern stünden in der „Tradition der abendländischen Demokratie“. „Die Freiheit des Bürgers, auch gegen die demokratische Mehrheit,“ sei „notwendige Voraussetzung eines jeden legitimen Primats der Politik“. Weizsäcker vertritt die Ansicht, dass „zur Lösung der Weltprobleme“ der Wirtschaft die Führungsrolle vor der Politik überlassen werden sollte. Eine weitgehende Politisierung des Wirtschaftsgeschehens unter dem Primat der Politik ende in Stagnation und letztlich in der Katastrophe.

### Bereich Militär
- Andreas Dietz: Das Primat der Politik in kaiserlicher Armee, Reichswehr, Wehrmacht und Bundeswehr: Rechtliche Sicherungen der Entscheidungsgewalt über Krieg und Frieden zwischen Politik und Militär. Mohr Siebeck, Tübingen 2011, ISBN 978-3-16-150865-3.[14]

### Zum Nationalsozialismus
- Diskussion in Das Argument
  - Dieter Grosser: Die nationalsozialistische Wirtschaft. Band 7, Nr. 32, 1965, S. 1–11.
  - Timothy W. Mason: Der Primat der Politik. Politik und Wirtschaft im Nationalsozialismus. Band 8, Nr. 41, 1966, S. 473–494.
  - Eberhard Czichon: Der Primat der Industrie im Kartell der nationalsozialistischen Macht. Band 10, 1968, S. 168–192.
  - Timothy W. Mason: Primat der Industrie? Eine Erwiderung. Band 10, Nr. 47, 1968, S. 193–209.

### Bereich Wirtschaft
- Pierre Bourdieu u. a.: Neue Wege der Regulierung: Vom Terror der Ökonomie zum Primat der Politik. VSA, Hamburg 2001, ISBN 3-87975-804-2.

## Belege
1. ↑  Georges, Lat.-dt. Wb. Bd. 2 Sp. 1919 s. v.
2. ↑  Christopher Daase, Sebastian Schindler: Clausewitz, Guerillakrieg und Terrorismus. Zur Aktualität einer missverstandenen Kriegstheorie. In: Politische Vierteljahresschrift. Band 50, Nr. 4, Dezember 2009, S. 701–731, doi:10.1007/s11615-009-0153-2.
3. ↑  Protokolle des Deutschen Bundestages: 92. Sitzung des Deutschen Bundestages, Protokoll. In: Deutscher Bundestag. Abgerufen am 2. März 2022.
4. ↑  Hermann Adam: Bausteine der Politik: Eine Einführung. Springer, 2007, ISBN 978-3-531-15486-2, S. 215 f.
5. ↑  Josef Schmid: Wirtschaftspolitik für Politologen. ISBN 3-8252-2804-5, S. 18 f.
6. ↑  Jürgen John: Zur politischen Rolle der Großindustrie in der Weimarer Staatskrise. Gesicherte Erkenntnisse und strittige Meinungen. In: Heinrich August Winkler (Hrsg.): Die deutsche Staatskrise 1930-1933. Handlungsspielräume und Alternativen. München 1992, S. 227 ff.
7. ↑  Rainer Zitelmann: Hitler: Selbstverständnis eines Revolutionärs. S. 247.
8. ↑  Astrid Gehrig: Nationalsozialistische Rüstungspolitik und unternehmerischer Entscheidungsspielraum. Oldenbourg, München 1996, S. 195.
9. ↑  Michael Schneider: Nationalsozialistische Durchdringung von Staat, Wirtschaft und Gesellschaft. Zur Sozialgeschichte des »Dritten Reiches«. In: Archiv für Sozialgeschichte. (AfS), 31, 1991, S. 514–557.
10. ↑  Dirk Sauerland: Interdependenz der Ordnungen. In: Gabler Wirtschaftslexikon.
11. ↑  Stefan Wolle: Die heile Welt der Diktatur. Alltag und Herrschaft in der DDR 1971–1989. Ch. Links Verlag, 1998, ISBN 3-86153-157-7, S. 190.
12. ↑  Carl Christian von Weizsäcker: Logik der Globalisierung. Vandenhoeck & Ruprecht, 1999, ISBN 3-525-34010-9, S. 39.
13. ↑  Carl Christian von Weizsäcker: Logik der Globalisierung. Vandenhoeck & Ruprecht, 1999, ISBN 3-525-34010-9, S. 166.
14. ↑  mohr.de: Inhalt, Autor, Rezensionsliste (Memento vom 28. Oktober 2014 im Internet Archive)